# Lijst van spelers van MŠK Žilina
Deze lijst omvat voetballers die bij de Slowaakse voetbalclub MŠK Žilina spelen of gespeeld hebben. De spelers zijn alfabetisch gerangschikt.

## A
- Adauto
- Serge Akakpo
- Juraj Ancic
- Stanislav Angelovič

## B
- Bello Babatounde
- Miroslav Barčík
- Peter Bárka
- Ivan Bartos
- Peter Bašista
- Marek Bažík
- Ivan Belak
- Martin Belaník
- Pavol Bencz
- László Bénes
- Ales Besta
- Jozef Bielek
- Wim Bokila
- Róbert Boženík
- Mário Breška

## C
- Ali Ceesay
- Momodou Ceesay
- Dennis Christu
- Juraj Chupáč
- Frantisek Cisar
- Marián Čišovský
- Lukáš Čmelík
- Matúš Čonka
- Peter Čvirik

## D
- Juraj Dančík
- Pavel Devaty
- Jean Deza
- Peter Doležaj
- Michal Drahno
- Petr Drozd
- Martin Dúbravka
- Martin Ďurica
- Tomas Durica

## F
- Martin Fabuš
- Ľubomír Faktor
- Dominik Fotyik

## G
- Stefan Gavarić
- Roman Gergel
- Michal Gottwald
- Stanislav Griga
- Guima
- Ľubomír Guldan

## H
- Ján Haraslín
- Eldar Hasanovič
- Peter Hlusko
- Alexander Horváth
- Dušan Horváth
- Norbert Hrnčár
- Tomáš Hubočan
- Miroslav Hýll
- Viliam Hýravý

## I
- Pavol Ilko

## J
- Peter Jakubech
- Dominik Javorček
- Róbert Jež
- Ivan Jurik

## K
- Miroslav Káčer
- Mislav Karoglan
- Semir Kerla
- Peter Kiska
- Marian Klago
- David Kobylik
- Martin Konecny
- Miroslav König
- Tomáš Kopas
- František Koristek
- Pavol Kosík
- Daniel Kosmel
- Josef Kostelník
- Radoslav Král
- Anton Krasnohorsky
- Martin Krnáč
- Miloš Krško
- Dušan Kuciak
- Oleg Kuzhlev
- Boris Kuznetsov
- Josip Kvesič

## L
- Branislav Labant
- Vladimír Labant
- Martin Laurinc
- Patrick Le Giang
- Vladimir Leitner
- Ivan Lietava
- Peter Lupčo

## M
- Ernest Mabouka
- Tomáš Majtán
- Jaroslav Mihálik
- Martin Minarcik
- Marek Mintál
- Ladislav Molnár
- Patrik Mráz
- Ján Mucha
- Peter Mutkovič

## N
- Adam Nemec
- Miroslav Nemec
- Peter Nemeth
- Ján Novák

## O
- Prince Ofori
- Marcel Ondráš
- Tomáš Oravec

## P
- Jakub Paur
- Mário Pečalka
- Viktor Pečovský
- Peter Pekarík
- Dušan Perniš
- Jozef Piaček
- Róbert Pich
- František Plach
- Jaromir Plocek
- Martin Polet
- Pavol Poliaček
- Kristijan Polovanec
- Andrej Porázik
- Oliver Práznovský
- Pavel Putik

## R
- Matej Rakovan
- Luis Ramos
- Ľubomír Reiter
- Ricardo Nunes
- Emil Rilke
- Albert Rusnak
- Stefan Rusnak
- Branislav Rzeszoto

## S
- Miroslav Seman
- Stanislav Šesták
- Tomas Simcek
- Milan Škriniar
- Michal Škvarka
- Dusan Sninský
- Ondřej Šourek
- Cyril Spendla
- Vladimir Stas
- Milan Staskovan
- Pavol Straka
- Zdeno Štrba
- David Střihavka
- Peter Štyvar
- Peter Sulek
- Martin Svestka
- Csaba Szorad

## T
- Lubomir Talda
- Tomas Tavac
- Lukas Tesak
- Tony Toklomety
- Stefan Tomanek
- Ivan Trabalik
- Jaroslav Trhaneik
- Georgi Tsimakuridze

## V
- Richard Varadin
- Sergio Vittor
- Admir Vladavić
- Benjamin Vomáčka
- Dare Vršič
- Martin Vyskočil

## W
- Salomon Wisdom

## Z
- Radoslav Zabavník
- Vojtech Zachar
- Slavomir Zatek
- Adam Žilák
- Artūrs Zjuzins
- Nemanja Zlatković
- Štefan Zošák
- Milan Zvarík